# Omloop Het Volk 2006
De Omloop Het Volk, een eendaagse wielerwedstrijd in België, is sinds 2006 een koers voor mannen en vrouwen.

## Mannen
In 2006 werd de 61e editie verreden op zaterdag 25 februari  van Gent naar Lokeren over 202 kilometer.  

### Uitslag
| Rang | Renner           | Ploeg                                 | Tijd     |
| ---- | ---------------- | ------------------------------------- | -------- |
| 1    | Philippe Gilbert | La Française des Jeux                 | 4u56'18" |
| 2    | Bert De Waele    | Landbouwkrediet-Colnago               | op 38"   |
| 3    | Léon van Bon     | Davitamon-Lotto                       | op 54"   |
| 4    | Koen Barbé       | Chocolade Jacques-Topsport Vlaanderen | z.t.     |
| 5    | Filippo Pozzato  | Quick Step-Innergetic                 | z.t.     |
| 6    | Gert Steegmans   | Davitamon-Lotto                       | op 1'45" |
| 7    | Joost Posthuma   | Rabobank                              | z.t.     |
| 8    | Franck Renier    | Bouygues Telecom                      | z.t.     |
| 9    | Wim De Vocht     | Davitamon-Lotto                       | z.t.     |
| 10   | Michele Maccanti | Team L.P.R.                           | z.t.     |

## Vrouwen
In 2006 werd de 1e editie verreden op zondag 12 maart van Deerlijk naar Deinze over 86 kilometer.

### Uitslag
| Rang | Renner             | Ploeg                                | Tijd     |
| ---- | ------------------ | ------------------------------------ | -------- |
| 1    | Suzanne de Goede   | AA-drink cycling team                | 2u17'00" |
| 2    | Mirjam Melchers    | Buitenpoort - Flexpoint Team         | z.t.     |
| 3    | Tanja Hennes       | Buitenpoort - Flexpoint Team         | z.t.     |
| 4    | Debby Mansveld     | Vlaanderen - Capri Sonne - T-Interim | z.t.     |
| 5    | Chantal Beltman    | Vrienden van het Platteland          | z.t.     |
| 6    | Emilie Jeannot     |                                      | z.t.     |
| 7    | Ludivine Henrion   |                                      | z.t.     |
| 8    | Loes Gunnewijk     | Buitenpoort - Flexpoint Team         | z.t.     |
| 9    | Veronique Belleter |                                      | z.t.     |
| 10   | Martine Bras       |                                      | z.t.     |

1945 · 1946 · 1947 · 1948 · 1949 · 1950 · 1951 · 1952 · 1953 · 1954 · 1955 · 1956 · 1957 · 1958 · 1959 · 1960 · 1961 · 1962 · 1963 · 1964 · 1965 · 1966 · 1967 · 1968 · 1969 · 1970 · 1971 · 1972 · 1973 · 1974 · 1975 · 1976 · 1977 · 1978 · 1979 · 1980 · 1981 · 1982 · 1983 · 1984 · 1985 · 1986 · 1987 · 1988 · 1989 · 1990 · 1991 · 1992 · 1993 · 1994 · 1995 · 1996 · 1997 · 1998 · 1999 · 2000 · 2001 · 2002 · 2003 · 2004 · 2005 · 2006 · 2007 · 2008 · 2009 · 2010 · 2011 · 2012 · 2013 · 2014 · 2015 · 2016 · 2017 · 2018 · 2019 · 2020 · 2021 · 2022 · 2023 · 2024 · 2025